# Route européenne 511
Pour les articles homonymes, voir E511 et Route 511.
La route européenne 511 est une route reliant Courtenay à Troyes.
Elle emprunte l'autoroute A19 et l'A5.